# Jan Velaers
Jan Simon Herman Jozef baron Velaers (Tongeren, 18 april 1957) is een Belgisch jurist. Hij was professor aan de Universiteit Antwerpen, waar hij de vakken 'staatsrecht', 'grondige studie rechten en vrijheden' en 'bronnen en beginselen van het recht' doceerde tot 2022. Tevens is hij als assessor werkzaam bij de Raad van State.
Hij behaalde aan de Katholieke Universiteit Leuven in 1980 zijn diploma als licentiaat in de rechten en in 1983 als licentiaat in de wijsbegeerte. In 1988 behaalde hij zijn doctoraat in de rechten aan de Universitaire Instelling Antwerpen. Van 1980 tot 1990 werkte hij als advocaat aan de balie in Tongeren. Hij werd hoogleraar aan de Universiteit Antwerpen. Van 1997 tot 2003 was hij decaan van de faculteit rechten.
In 1991 schreef hij De beperkingen van de vrijheid van meningsuiting, dat werd beloond met de tweejaarlijkse Fernand Collin-prijs. In 1994 schreef hij samen met Herman Van Goethem een biografie van koning Leopold III. Het boek werd in 1995 genomineerd voor de Gouden Uil in de categorie non-fictie. In 1998 kreeg het werk de driejaarlijkse Prijs Hubert Pierlot voor geschiedenis.
Velaers is gehuwd met Marie-Claire Foblets.

## Publicaties
- Van Arbitragehof tot Grondwettelijk Hof, 1990
- De beperkingen van de vrijheid van meningsuiting, 1991
- Leopold III. De koning, het land, de oorlog, Lannoo, 1994
- De Grondwet en de Raad van State, afdeling wetgeving, 1999
- Albert I. Koning in tijden van oorlog en crisis, 1909-1934, Lannoo, 2009
- De Grondwet - Een artikelgewijze commentaar. Deel I - III, die Keure, 2019